# Utagawa Kunisada
Utagawa Kunisada (歌川 国貞?), también conocido como Utagawa Toyokuni III (三代歌川豊国?) (1786-1864) fue un pintor japonés de la escuela Utagawa, discípulo de Utagawa Toyokuni. Su nombre de nacimiento era Sumida Shōgorō IX (角田庄五朗?), aunque también se le conocía como Sumida Shōzō (角田庄蔵?). Adoptó como nombre artístico Kunisada y, tras la muerte de su maestro, Toyokuni III.

## Biografía

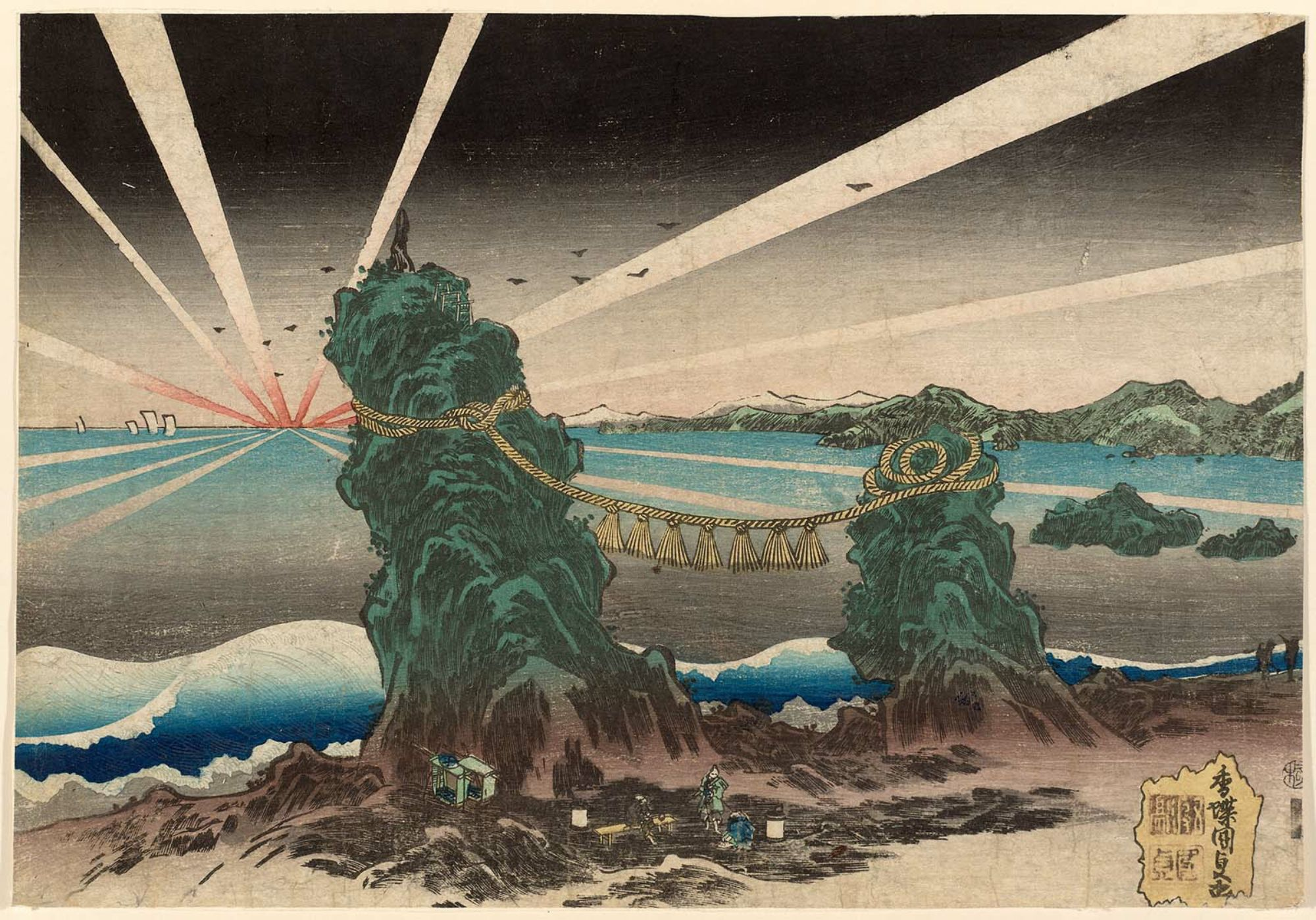
Amanecer en Futamigaura (1830)

Se especializó en el género de actores yakusha-e, aunque también realizó bijin-ga (retratos de damas y cortesanas), con un crudo realismo y un estilo enérgico, aunque de un colorido un tanto monótono. Su obra fue abundante, siendo uno de los mejores representantes de los cuadros de actores, por lo que recibió el apodo Yakusha-e no Kunisada («Kunisada que pinta cuadros de actores»). 